# 哥德堡猶太會堂

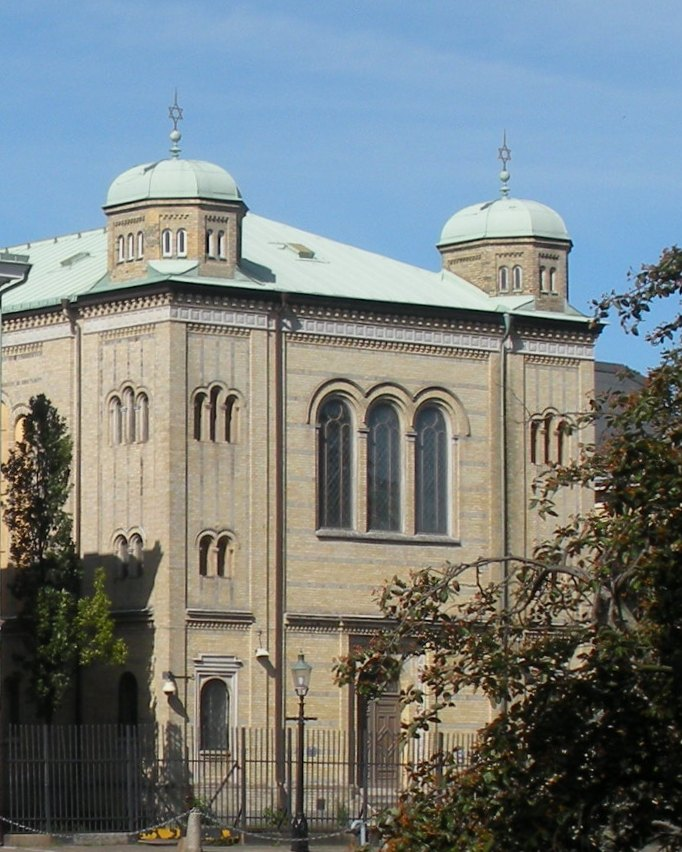

哥德堡猶太會堂（瑞典語：Göteborgs synagoga）是瑞典城市哥德堡的一座猶太會堂，開業於1855年。這座猶太會堂的設計者是August Krüger，宗派是猶太教保守派。

## 外部連結
- Gothenburg Synagogue （页面存档备份，存于） （瑞典語）

57°42′20″N 11°58′21″E / 57.70556°N 11.97250°E